# 越村屋平助
越村屋 平助（こしむらや へいすけ、生没年不詳）とは江戸時代の江戸の地本問屋。

## 来歴
越平とも号す。嘉永から安政期に芝、後に浅草東岳寺門前嘉兵衛店で地本問屋を営業している。歌川広重や歌川国芳の錦絵などを出版している。

## 作品
- 歌川広重「金沢八景」 横大判8枚揃 錦絵 天保6年（1835年）‐天保8年（1837年）ころ
- 歌川国芳 「浮世又平名画奇特」 大判2枚続 錦絵 嘉永6年（1853年）
- 歌川広重「六十余州名所図会」 大判70枚揃 錦絵 嘉永7年（1854年）‐安政3年（1856年）ころ